# Republiko nasza, zdrawej!
Republiko nasza, zdrawej! (Републико наша, здравей!) – hymn Bułgarii w latach 1947–1950. Słowa napisał Krum Penew, a muzykę skomponował Georgi Dimitrow.

## Geneza
Do 1947 roku formalnym hymnem państwowym Bułgarii był utwór Szumi Marica, lecz po referendum z roku 1946 (po którym kraj stał się republiką) ów hymn stał się nieaktualny względem nowej sytuacji społecznej i politycznej. Występujące w utworze bojowe apele patriotyczne były sprzeczne z zasadami internacjonalizmu socjalistycznego. Oprócz tego hymn powszechnie był kojarzony z carstwem, co było nieodpowiednie dla republiki.
Z tych powodów w latach 1947–1950 funkcję hymnu pełnił marsz partyjny, którym był właśnie utwór Republiko nasza, zdrawej!, jego autorem jest Krum Penew, a kompozytorem Georgi Dimitrow, będący także autorem późniejszego hymnu Bułgario miła.

## Tekst
Słowa bułgarskie
Ярема на робство сурово

И мрака на сива съдба

Ний сринахме с огън и слово

В жестока неравна борба.

Припев:

Републико наша народна,

Републико наша здравей!

Земята ни днес е свободна,

Свободно днес всеки живей!

За нас свободата е свята

И ние ще браним с любов

Кръвта на борците, пролята

По всяка падина и ров

Припев

За наши и чужди тирани,

Родино, в теб няма простор!

Ний помним безбройните рани,

Фашисткия кървав терор

Припев
Transkrypcja
Jarema na robstwo surowo

I mraka na siwa sydba

Nij srinachme s ogyn i słowo

W żestoka nerawna borba

Pripew:

Republiko nasza narodna

Republiko nasza zdrawej

Zemjata ni dnes e swobodna

Swobodno dnes wseki żiwej

Za nas swobodata e swjata

I nie szte branim s lubow

Krywta na borcite, prolata

Po wsjaka padina i row

Pripew

Za naszi i czużdi tirani

Rodino, w teb njama prostor

Nij pomnim bezbrojnite rani

Faszistkija kyrwaw teror

Pripew